# Quận Calhoun, Georgia
Quận Calhoun là một quận trong tiểu bang Georgia, Hoa Kỳ. Quận lỵ đóng ở thành phố Morgan 6. Theo điều tra dân số năm 2000 của Cục điều tra dân số Hoa Kỳ, quận có dân số 6320 người 2. Năm 2007, ước tính dân số quận là 6098 người. Quận lỵ là Morgan.6